# Avacopan
L'avacopan, est un médicament utilisé dans le traitement de certaines vascularites. Il est vendu sous la marque Tavneos.

## Mode d'action
Il s'agit d'un antagoniste du récepteur 5a du complément (C5aR).

## Usage médical
C'est un médicament utilisé pour traiter la vascularite associée aux auto-anticorps cytoplasmiques anti-neutrophiles (ANCA). Cela inclut la granulomatose avec polyangéite (GPA) et la polyangéite microscopique (MPA). Il est pris par voie orale.

## Effets secondaires
Les effets secondaires courants comprennent des nausées, des maux de tête, un faible nombre de globules blancs, une infection des voies respiratoires supérieures, de la diarrhée, des vomissements et une inflammation du nez et de la gorge; d'autres effets secondaires peuvent inclure des problèmes hépatiques, des réactions allergiques et des infections. La sécurité n'est pas claire pendant la grossesse.

## Histoire
Avacopan a été approuvé pour un usage médical au Japon et aux États-Unis en 2021, et en Europe en 2022,. Au Royaume-Uni, un mois de médicament coûte au NHS environ 5 500 livres sterling à partir de 2022. Ce montant aux États-Unis coûte environ 14 400 dollars américains.